# 刘连舸
刘连舸（1961年5月—），原名刘连革，男，汉族，吉林永吉人，经济学硕士，高级经济师。曾任中国银行党委书记、董事长（副部长级）。

## 生平
1985年毕业于吉林财贸学院（现吉林财经大学）财政金融系；1987年毕业于中国人民银行研究生部，获经济学硕士学位。
1987年进入中国人民银行办公厅担任副处级秘书，且曾为时任中国人民银行副行长刘鸿儒的秘书；1990年任中国人民银行外事局国际货币基金助理调研员；1991年至1996年期间任中国人民银行国际金融组织司亚洲开发银行副处长、处长；1996年任中国驻亚洲开发银行（菲律宾马尼拉）副执行董事；1999年任中国人民银行驻欧洲代表处（英国伦敦）首席代表；2000年任中国人民银行国际司副司长；2004年任中国人民银行福州中心支行行长；2005年任中国人民银行反洗钱局（保卫局）局长。
2007年3月，任中国进出口银行副行长。2015年2月，升任中国进出口银行党委副书记、副董事长、行长。
2018年6月，调任中国银行行长、党委副书记、副董事长（副部长级）。2019年6月，任中国银行党委书记、董事长（副部长级）。
2023年2月17日下午，中国银行召开党委扩大会议，中共中央组织部宣布免去刘连舸的中国银行党委书记职务。3月19日，中国银行公告，刘连舸因工作调整，自3月18日起辞去中国银行董事长、执行董事、董事会战略发展委员会主席及委员、企业文化与消费者权益保护委员会委员职务。3月31日，在葛海蛟正式接掌中国银行的同日下午，中央纪委国家监委网站公布刘连舸因涉嫌严重违纪违法，正在接受中央纪委国家监委纪律审查和监察调查。10月，刘连舸被开除党籍、取消其享受的待遇，后被逮捕，2024年2月，因涉嫌受贿、违法发放贷款被山东省济南市人民检察院提起公诉，4月24日，山东省济南市中级人民法院一审公开开庭审理刘连舸受贿、违法发放贷款一案。济南市人民检察院指控其于2010年至2023年利用担任中国进出口银行党委委员、副行长，党委副书记、副董事长、行长，中国银行股份有限公司党委副书记、副董事长、行长，党委书记、董事长等职务上的便利以及职权、地位形成的便利条件，为相关单位和个人在贷款融资、项目合作、人事安排等事项上提供帮助，非法索取、收受他人给予的财物共计折合人民币1.21亿余元。2017年底至2020年初在担任中国进出口银行党委副书记、副董事长、行长和中国银行股份有限公司党委书记、董事长期间，明知相关企业不符合发放贷款条件，违反《中华人民共和国商业银行法》《中华人民共和国银行业监督管理法》等法律规定，推动向相关单位发放贷款共计人民币33.2亿余元，造成本金损失人民币1.9亿余元。
2024年11月26日，刘连舸被濟南市中級人民法院判处死刑，缓期2年執行，没收全部个人财产。

### 争议
刘连舸落马后，财新传媒旗下专栏「金融一线观察」引述知情人士指出刘可能因作风问题被举报。报导称，传闻他常在晚上邀请女下属到办公室谈心，在进出口银行任职期间还有一位外语流利的“女朋友”，来到中行工作后他完成了自己的第四次婚姻，妻子还是直系亲属的前女友。